# Teoria da Força Vital
Teoria da Força Vital foi uma antiga teoria que afirmava que apenas seres vivos teriam a capacidade de produzir matéria orgânica. 

## História
Antoine Laurent de Lavoisier, em 1789, relevou a importância da química frente à alquimia, estabelecendo as bases da Química Moderna ao publicar o Tratado Elementar de Química. Havia, no entanto, uma questão em aberto: ao comparar as substâncias extraídas de plantas e animais aos compostos minerais, constatava-se a decomposição destas primeiras. As técnicas desenvolvidas pelos alquimistas para a análise e purificação de materiais mostravam-se ineficazes para tais substâncias, o que levava à crença na capacidade exclusiva dos seres vivos em sintetizá-las.
Os elementos fundamentais dessas substâncias só foram descobertos na segunda metade do século XVIII, pouco antes de o químico sueco Jöns Jakob Berzelius, em 1808, lançar a teoria da Força Vital, também conhecida como Vitalismo Bioquímico, que defendia a ideia de que apenas os seres vivos são capazes de produzir compostos orgânicos, ou seja, tais substâncias não poderiam, de nenhuma maneira, ser produzidas artificialmente. Segundo Berzelius, os compostos orgânicos eram produzidos a partir de uma “força vital” característica dos organismos vivos, o que impossibilitava a síntese dos mesmos.
Algumas substâncias orgânicas, como o álcool etílico e o ácido acético, eram conhecidas desde a Idade Média, mas nada se sabia sobre a composição química dessas substâncias nem sobre como elas estavam relacionadas (por exemplo, como o álcool etílico do vinho se transformava no ácido acético do vinagre).
Segundo essa teoria, os elementos, nos organismos vivos, obedecem a leis totalmente diferentes das que regem o material inanimado. Ela foi prontamente aceita, o que constituiu um verdadeiro entrave ao progresso da química orgânica (carece de fonte).
De fato, essa concepção vitalista, amplamente aceita na época, não dava margens a questionamentos sobre a possibilidade da síntese de substancias orgânicas em laboratório, portanto não havia discussões nem pesquisas a respeito (carece de fonte). 

## Refutação da Teoria da Força Vital
Em 1828, o químico alemão Friedrich Wöhler (1800-1882), discípulo de Berzelius, a partir do cianato de amônio, produziu a uréia, refutando a teoria supracitada.
Pierre Eugene Marcellin Berthelot (1827-1907) realizou toda uma série de experiências a partir de 1854; em 1862, sintetizou o acetileno, utilizando um arco elétrico entre dois eletrodos de carbono em atmosfera de hidrogênio. Em 1866, Berthelot obteve, por aquecimento, a polimerização do acetileno em benzeno, consolidando na história a queda dessa teoria.